# Люсі Арназ
Люсі Арназ (англ. Lucie Arnaz, 17 липня 1951) — американська акторка, співачка, танцівниця і продюсер, лауреатка премії « Еммі» і номінант на « Золотий глобус». Донька акторки Люсіль Болл .

## Життєпис та кар'єра
Люсі Арназ народилася 1951 року в Лос-Анджелесі в сім'ї акторів Люсіль Болл та Десі Арнаса. У 1957 році Люсі з'явилася в епізоді серіалу своєї матері « Я люблю Люсі», а потім знімалася в її наступному проєкті — «Шоу Люсі». У 1968 році отримала постійну роль у черговому ситкомі своєї матері під назвою «Ось — Люсі», де знімалася наступні шість років.
Наприкінці 1970-х років Люсі Арназ дебютувала на Бродвеї у мюзиклі «Вони грають наші пісні», за роль у якому отримала Theatre World Award та номінацію на « Драма Деск». Вона повернулася на телебачення у 1985 році з власним ситкомом під назвою «Шоу Люсі Арназ», який було закрито після одного сезону. Окрім цього Арназ з'явилася у кількох фільмах, найуспішніший із яких «Співак джазу» 1980 року, за який була номінована на премію « Золотий глобус».
Люсі Арназ була одружена з актором Філом Вандервортом з 1971 по 1977 рік. 22 червня 1980 року вона одружилася з Лоуренсом Лакінбіллом, у них народилося троє дітей.

## Фільмографія
- 1963—1967 — Шоу Люсі / The Lucy Show
- 1968—1974 — Ось - Люсі / Here's Lucy
- 1977 — Біллі Джек їде до Вашингтона / Billy Jack
- 1980 — Співак джазу / The Jazz Singer
- 1985 — Шоу Люсі Арназ / The Lucie Arnaz Show
- 1988 — Вона написала вбивство / Murder, She Wrote
- 2000 — Тільки ти і я / Down to You
- 2003 — Закон і порядок / Law & Order
- 2006 — Дика сімка / Wild Seven